# Consecuencialismo negativo
El consecuencialismo negativo es una versión del consecuencialismo de la teoría ética, que es "una de las principales teorías de la ética normativa".
Como otras versiones del consecuencialismo, el consecuencialismo negativo sostiene que el bien y el mal moral dependen únicamente del valor de los resultados. Es decir, para las versiones negativas y otras del consecuencialismo, preguntas como "¿qué debería hacer?" y "¿qué clase de persona debería ser?" son respondidas solo en base a las consecuencias. El consecuencialismo negativo difiere de otras versiones del consecuencialismo dando mayor peso en las deliberaciones morales a lo que es malo (por ejemplo, sufrimiento o injusticia) que lo que es bueno (por ejemplo, felicidad o justicia).
Un tipo específico de consecuencialismo es el utilitarismo, que dice que las consecuencias que importan son aquellas que afectan el bienestar. El consecuencialismo es más amplio que el utilitarismo en tanto que el consecuencialismo puede decir que el valor de los resultados depende de otras cosas distintas del bienestar; por ejemplo, justicia, equidad e igualdad. El utilitarismo negativo es, por lo tanto, una forma de consecuencialismo negativo.
Se ha escrito mucho más sobre el utilitarismo negativo que sobre el consecuencialismo negativo, aunque dado que el utilitarismo negativo es una forma de consecuencialismo negativo, todo lo que se ha escrito sobre el utilitarismo negativo es, por definición, una versión específica (utilitaria) del consecuencialismo negativo. De manera similar a cómo existen muchas variaciones del consecuencialismo y el utilitarismo negativo, existen muchas versiones del consecuencialismo negativo, por ejemplo, el prioritarismo negativo y el igualitarismo consecuencialista negativo.
Se puede decir que la ética de G. E. Moore es un consecuencialismo negativo (más precisamente, un consecuencialismo con un componente utilitario negativo), porque ha sido etiquetado como consecuencialista, y dijo que "la conciencia del dolor intenso es, en sí misma, una gran mal"  mientras que "la mera conciencia del placer, por intensa que sea, por sí misma, no parece ser un gran bien, incluso si tiene un leve valor intrínseco. En resumen, el dolor -la conciencia del dolor- parece ser mucho peor respecto al mal que el placer respecto al bien".
Moore escribió en la primera mitad del siglo XX los términos consecuencialismo, utilitarismo negativo y consecuencialismo negativo antes de que fueran acuñados. Al igual que Moore, Ingemar Hedenius defendió un consecuencialismo que podría llamarse negativo (o podría decirse que tiene un componente utilitario negativo) porque le dio más importancia al sufrimiento que a la felicidad. Hedenius vio lo peor de la vida, como el sufrimiento infernal: tan malvado que los cálculos de felicidad versus sufrimiento se vuelven innecesarios; no pensaba que ese mal pudiera ser contrarrestado por ningún bien, como la felicidad.
El profesor de filosofía Clark Wolf defiende el "consecuencialismo negativo como componente de una teoría de la justicia más amplia". Walter Sinnott-Armstrong interpreta el sistema moral de Bernard Gert como una "forma sofisticada de consecuencialismo de gobierno público universal objetivo negativo". Jamie Mayerfeld aboga por un fuerte deber de aliviar el sufrimiento, que es consecuencialista en la forma. Dice también que "el sufrimiento es más malo que la felicidad es buena", y que "la felicidad para toda la vida de mucha gente, no importa cuántos, no puede justificar que permitamos la tortura de uno para toda la vida".